# 167748 Markkelly
167748 Markkelly este un asteroid din centura principală de asteroizi.

## Descriere
167748 Markkelly este un asteroid din centura principală de asteroizi. A fost descoperit pe 12 decembrie 2004 la Observatorul Jarnac din Vail-Jarnac. Asteroidul prezintă o orbită caracterizată de o semiaxă mare de 2,40 ua, o excentricitate de 0,18 și o înclinație de 2,5° în raport cu ecliptica.